# Станкаро, Франческо
Франческо (Франциск, Франтишек) Станкаро (лат. Franciscus Stancarus, нем. Francesco Stancaro, пол. Franciszek Stankar; 1501, Мантуя, Ломбардия — 12 ноября 1574, Стопница (ныне Буский повят, Свентокшиское воеводство, Польша) — видный немецкий деятель протестантизма эпохи Реформации, гебраист первой половины XVI века, итальянский католический священник, теолог, педагог, профессор иврита Кёнигсбергского университета.
Инициатор создания кальвинистских и унитаристских общин (называемых станкаристами от его имени) в Польше.

## Биография
Итальянского происхождения. В молодости изучал гуманитарные науки и теологию, был рукоположен в священники в Падуе. В 1530 году опубликовал трактат De modo legendi Hebraice institutio brevissima. Воспитанный в католической вере, в 1540 году стал протестантом.
Из-за гонения на лиц, заподозренных в сочувствии к новому религиозному учению, вынужден был бежать из Мантуи. Читал лекции по ивриту в университете Падуи. Затем отправился в Венецию, где был арестован и на некоторое время заключён в тюрьму.
Покинул Венецию в 1541 году, отправившись сначала в Швейцарию, а оттуда в Трансильванию и прибыл в Вену (в 1544), где до 1546 года работал профессором греческого языка и иврита.
Позже был приглашен королём Сигизмундом-Августом для преподавания еврейского языка и Ветхого Завета в Краковском университете.
За свободомыслие лекций был осуждён судом под руководством кардинала Станислава Гозия и заключён в тюрьму, где написал труд Contra invocationem sanctorum (Против почитания святых). Через два месяца был освобожден и в 1550 году нашёл убежищем у протестанта дворянина Николая Олесницкого.
По его инициативе была основана реформаторская церковь, которая стала ядром реформаторства, а также унитарной церкви в Польше. Тогда же написал Canones Reformationis («Реформацию канонов»), реформатскую доктрину новой церкви, состоявшую из 50 статей, которая была опубликована только в 1552 году во Франкфурте-на-Одере.
В 1551 году переехал в Пруссию. Получил должность профессора иврита в Кенигсбергском университете.
Будучи антитринитарием (отрицающим Троицу) не признавал большинство церковных обрядов и догматов, схоластическую философию и теологию, критиковал утверждения Библии (бессмертие души, загробный мир и др.), библейские чудеса. Признавал только единого Бога. Сторонник учения братьев Фауста и Лелио Социны. В отличие от Лютера они считали, что Священное Писание как единственный источник вероучения приемлемо лишь в том случае, когда оно не противоречит разуму. От их имени последователей стали называть социнианами. Итальянцы Джорджо Бландрата и Франциск Станкаро, подляшский уроженец Пётр из Гонёндза принесли учение в Литву
Автор известной грамматики еврейской языка «Ebreae grammaticae institutio» (Базель , 1547; 2-е изд. 1555). Переводчик Библии на польский язык (Брестская Библия).
Участник нескольких богословских споров (в том числе с Андреасом Озиандером, Андреасом Мускулусом и др.). Утверждал, что Христос выступал как посредник между Богом и людьми только по своей человеческой природе, поскольку посредничество по божеству умалило бы его равенство Отцу. Станкаро обвинял в арианстве придерживавшегося противоположной точки зрения Филиппа Меланхтона, но в 1559 году на синоде в Пиньчуве был сам обвинён в несторианстве, иудаизации и мусульманстве и отлучён от церкви. По просьбе польских протестантов в мае 1560 года Вермильи и Кальвин написали опровержение Станкаро от имени своих церквей, но тот не поверил в подлинность этих посланий. В следующем году швейцарцы написали новые письма, на что Станкаро ответил памфлетом, в котором обвинил Кальвина и Буллингера в арианстве, утверждая, что «Пётр Ломбардский стоит больше, чем сотня Лютеров, две сотни Меланхтонов, три сотни Буллингеров, четыре сотни Петров Мартиров и пять сотен Кальвинов, и все они вместе, растолчённые в ступке пестиком, не дадут и унции истинного богословия».

## Избранные сочинения
- De modo legendi Hebraice institutio brevissima, 1530
- Suae ebraee grammaticae compendium, nunc primum excussum, 1547
- In epistolam canonicam D. Jacobi Heriolymitani expositio pia, 1547
- Miscellanea theologica. Nempe gradus beneficiorum dei, de templis Judaeorum, bibliorum scriptroes, deprophetis, Israeliticus ordo, de synagogis, modus legendas prophetas, linguae ebrae inclinatio, ebrei unde dicti, lectionis in synagoga. Noviter excussa, 1547
- Opera nuova di F. S. Mantovano della Riformatione, si della dottrina Christiana, come della vera intelligentia dei sacramenti. con maturi consideratione et fondamento della scrittura santa, et consoglio de Santi Padri. non solamente utile, ma necessaria a ogni stato et conditione di Persone, 1547
- Canones Reformationis , 1552
- Collatio doctrinae Arrii, et Philippi Melanchthonis, et sequacium Arrii et Philippi Melanchthonis et Francisci Davidis et reliquorum Saxonum doctrina de Filio Dei, Domino Jesu Christo, una est et eadem, 1559
- De officiis mediatoris domini Jesu Christi et secundum quam naturam haec officia exhibuerit et executusd fuerit, 1559
- De Trinitate et Mediatore Domino nostro Iesu Christo adversus Henricum Bullingerum… Ad magnificos et generosos Dominos Nobiles ac eorum Ministeros a variis Pseudoevabelicis seductis, 1562
- De trinitate et unitate Dei, deque incarnatione et mediatione domini nostri Jesu Christi, 1567
- Summa confessionis fidei F: S. Matvani, et quorundam discipulorum suorum, triginta octo articulis comprehensa, 1570